# Rubus hypopitys
Rubus hypopitys är en rosväxtart som beskrevs av Wilhelm Olbers Focke. Rubus hypopitys ingår i släktet rubusar, och familjen rosväxter. Utöver nominatformen finns också underarten R. h. hanmiensis.